# Хронологія рекордів України в приміщенні з бігу на 1500 метрів серед чоловіків
Рекорди України з бігу на 1500 метрів в приміщенні визнаються Федерацією легкої атлетики України з-поміж результатів, які показали українські легкоатлети на відповідній дистанції на біговій доріжці в приміщенні, за умови дотримання встановлених вимог.

## Хронологія рекордів
Рекорди УРСР з бігу на 1500 метрів у приміщенні почали фіксуватись з 1987. На той момент найкращим результатом українців був час, який показав Володимир Пантелей у 1971 році. Цей результат і був визнаний першим рекордом УРСР.
|                                        | Час     | Атлет                     | Місто змагань | Дата змагань | Примітки | Відео |
| -------------------------------------- | ------- | ------------------------- | ------------- | ------------ | -------- | ----- |
| 1                                      | 3.41,5h | Володимир Пантелей Харків | Софія         | 14.03.1971   |          |       |
|                                        |         |                           |               |              |          |       |
| 2                                      | 3.41,27 | Андрій Булковський Львів  | Штутгарт      | 04.02.1996   |          |       |
|                                        |         |                           |               |              |          |       |
| 3                                      | 3.40,25 | Іван Гешко Чернівці       | Штутгарт      | 02.02.2003   |          |       |
|                                        |         |                           |               |              |          |       |
| 4                                      | 3.38,11 | Іван Гешко Чернівці       | Афіни         | 06.03.2003   |          |       |
|                                        |         |                           |               |              |          |       |
| 5                                      | 3.37,48 | Іван Гешко Чернівці       | Штутгарт      | 31.01.2004   |          |       |
|                                        |         |                           |               |              |          |       |
| 6                                      | 3.35,15 | Іван Гешко Чернівці       | Карлсруе      | 15.02.2004   |          |       |
|                                        |         |                           |               |              |          |       |
| 7                                      | 3.33,99 | Іван Гешко Чернівці       | Карлсруе      | 13.02.2005   |          |       |
|                                        |         |                           |               |              |          |       |
| 20 років, 43 дні від дати встановлення |         |                           |               |              |          |       |